# Traverse City
Traverse City – miasto w stanie Michigan w Stanach Zjednoczonych. Jest największym miastem regionu Północne Michigan (w skład którego wchodzi 21 hrabstw).
Traverse City jest miastem turystycznym zarówno zimą jak i latem. Każdego lipca odbywa się tam  popularny festiwal National Cherry Festival (Festiwal Czereśni), który przyciąga rzesze turystów. Poza tym miasto to jest świetnym miejscem dla żeglarzy oraz smakoszy wina. Na terenie Traverse City znajduje się także malowniczy park stanowy Traverse City State Park.

## Demografia
Na stałe miasto w 2000 roku zamieszkiwało 14 532 osób z czego 96% to ludność rasy białej, 0,98% rdzenni Amerykanie, a 0,65% Afroamerykanie pozostały część to zarówno Azjaci, Latynosi czy Hawajczycy. Powierzchnia Traverse City wynosi 22,5 km² z czego 21,8 km² stanowi ląd, a pozostałe 0,8 km² to woda.